# Royal Manchester College of Music
Le Royal Manchester College of Music (RMCM) est une école de musique qui a été fondée en 1893 par Sir Charles Hallé qui a assuré le poste de Directeur. Pendant très longtemps, Hallé a plaidé pour que Manchester possède un conservatoire afin de former les talents locaux. L'immeuble situé Ducie Street a été acheté et les étudiants sont entrés dans l'école en octobre 1893.
En 1954, le directeur du RMCM, Frederic R. Cox, a travaillé à unir le collège avec le Northern School of Music (NSM). Cette fusion est intervenue en 1972 aboutissant à la création du Royal Northern College of Music.

## Directeurs célèbres
- Charles Hallé
- Adolph Brodsky
- Robert Forbes
- Frederic Cox

## Professeurs célèbres
- Richard Hall
- Willy Hess, violon

## Élèves notables
- Harrison Birtwistle, compositeur
- Arthur Butterworth, compositeur
- Louis Cohen, violoniste et chef d'orchestre
- Pamela Bowden, contralto et professeur de chant
- Peter Maxwell Davies, compositeur
- Alexander Goehr, compositeur
- Patrick Larley, compositeur et chef de chœur
- John Ogdon, compositeur
- Alan Rawsthorne, compositeur
- Barbara Robotham, chanteuse d'opéra et professeur de chant
- Carolyn Watkinson, chanteuse d'opéra
- John Ramsden Williamson, compositeur